# Modran (miasto Bijeljina)
Modran (cyr. Модран) – wieś w Bośni i Hercegowinie, w Republice Serbskiej, w mieście Bijeljina. W 2013 roku liczyła 963 mieszkańców.